# Bonobó
A bonobó (Pan paniscus) az utolsóként felfedezett emberszabású majomfaj. 1929-ben bukkant maradványaikra egy német kutató egy belga múzeumban. Eleinte a közönséges csimpánz (Pan troglodytes) alfajának gondolták, és ezért törpe csimpánznak nevezték, de azóta kiderült, hogy ez egy külön csimpánzfaj, amely mintegy 2,5 millió éve vált külön a közönséges csimpánztól.

## Előfordulása
A bonobók szabadon már csak a Kongó-medencében, a Kongói Demokratikus Köztársaságban élnek, azon belül is főként a 36 ezer négyzetkilométeres Salonga Nemzeti Parkban. Az elmúlt két évtizedben létszámuk az orvvadászat eredményeként mintegy negyedére (kb. tízezer egyedre) csökkent. Állatkertben is keveset tartanak. A nőstények körülbelül 9 éves korukban, amikor ivaréretté válnak, elhagyják családjukat, és új csapatba költöznek: így elkerülik a vérfertőzést és növelik a faj genetikai diverzitását. Napjainkban a Kongó-medence bonobói olyan kevesen maradtak, hogy egymástól teljesen elkülönült közösségekben élnek, és ez már a faj fennmaradását veszélyezteti.

## Megjelenése, életmódja
Nappal kisebb csoportokban járkálnak, és így gyűjtenek élelmet, de sötétedéskor megint összegyűlnek, és az éjszakát a fák között épített fészkeikben töltik. Főként növényekkel táplálkoznak, de kisebb gerinceseket, férgeket és rovarokat is esznek.
Súlyuk és magasságuk nem különbözik lényegesen a csimpánzokétól, de kecsesebb alkatuk miatt kisebbnek tűnnek. A csimpánzokhoz hasonlóan sok hímből, sok nőstényből és kölyökből álló (akár százfős), szétváló-egyesülő csoportokban élnek, azonban a csimpánzoktól eltérően a bonobóknál a nőstények a dominánsok. A hímek között a domináns nőstény fiai tartanak rendet.
Főként szaporodási viselkedésük hasonlít az emberéhez. A bonobók nem pusztán a szaporodás érdekében élnek szexuális életet: az örömszerzés és a társas kötelék erősítése is fontos hajtóerő. A nőstények folyamatosan készek a párzásra, szemben például a csimpánzzal, ahol a nőstény erre csak termékeny napjain hajlandó. Párosodás előtt a bonobó hím megkörnyékezi a nőstényt – de nem agresszíven, erejét fitogtatva, hanem ajándékot (például ételt) kínál neki. A nőstény elutasíthatja a  közeledést. Ha két bonobócsapat találkozik, nem kezdenek el harcolni, hanem üdvözlik egymást, ételt cserélnek, és szexuálisan is közelednek egymáshoz.
A bonobók konfliktusaikat nem agresszíven, hanem szexszel oldják fel. Ezzel függhet össze az, hogy a nőstény bonobók genitáliája nem csak havonta egyszer duzzad meg, hanem a szoptatás néhány évét kivéve állandóan duzzadt. A csapatba felvételét kérő nőstény kiválaszt egy domináns nőstényt, éjjel-nappal követi őt, és gyakran összedörgölik genitáliáikat. Ezek után nem meglepő, hogy a homoszexuális közösülés is gyakori a köreikben. Pár hét után a többiek teljes értékű csapattagnak fogadják el a jövevényt, aki 1–2 évvel a csatlakozás után szüli első utódját. A szülő és a kölyök kapcsolata az első 3–4 évben nagyon szoros, ez alatt a nőstény nem is szül újabb utódokat.